# Xian autonome hui et yi de Xundian
Le xian autonome hui et yi de Xundian (寻甸回族彝族自治县 ; pinyin : Xúndiàn huízú yízú Zìzhìxiàn) est un district administratif de la province du Yunnan en Chine. Il est placé sous la juridiction de la ville-préfecture de Kunming.

## Démographie
La population du district était de 486 447 habitants en 1999.La population du district était de 457 068 habitants en 2010.

## Divisions administratives
Le Xundian est divisé en un sous-district: Rende 仁德街道; en neuf villes: Yangjie 羊街镇, Kedu 柯渡镇, Tangdian 倘甸镇, Gongshan 功山镇, Hekou 河口镇, Qixing 七星镇, Xianfeng 先锋镇, Jijie 鸡街镇, Fenghe 凤合镇; et quatre cantons: Liushao 六哨乡, Lianhe 联合乡, Jinyuan 金源乡 et Diansha 甸沙乡

## Galerie

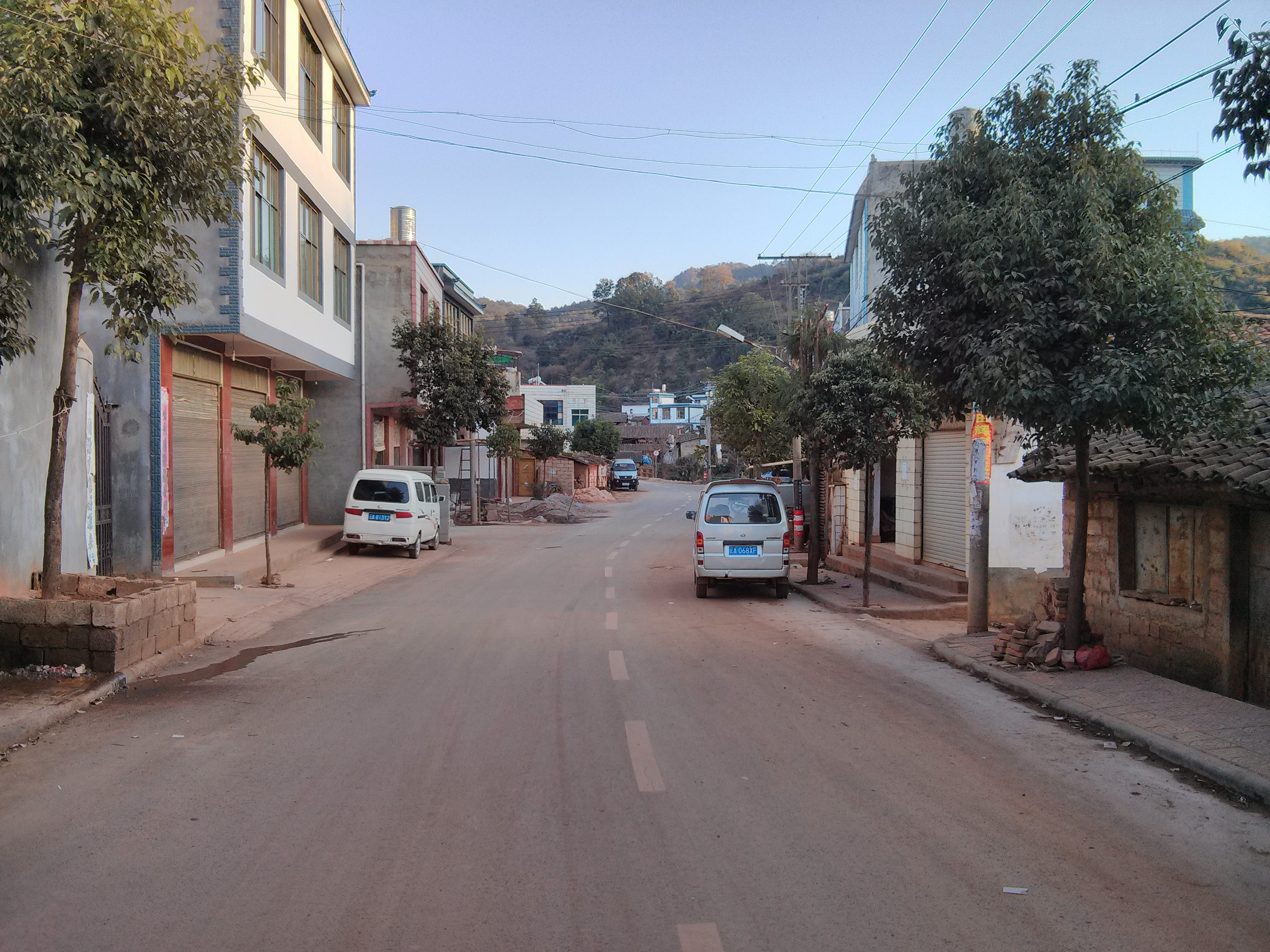
Le village de Hekouxiang dans le Xian autonome hui et yi de Xundian
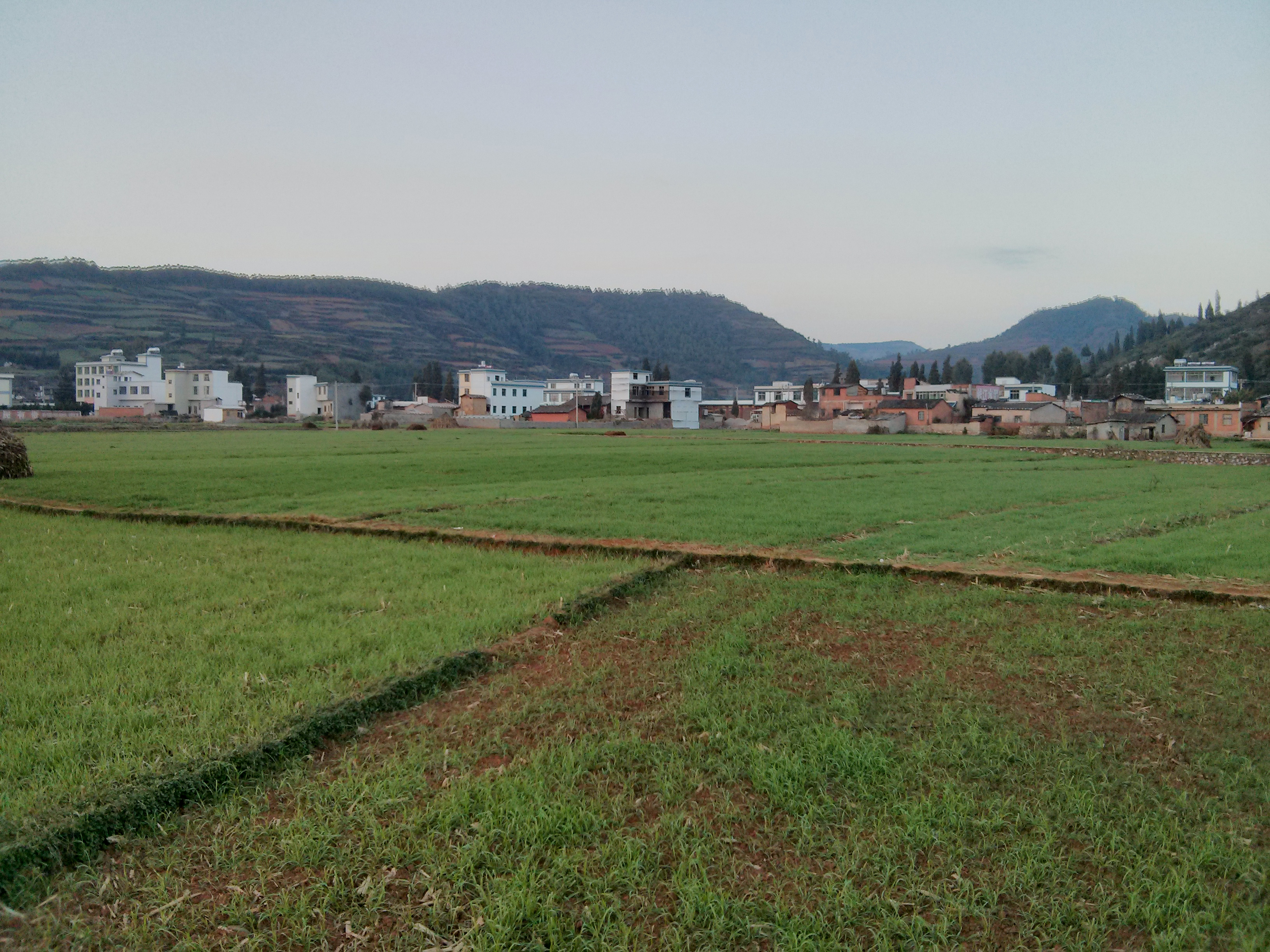
Champs dans le village de Hekouxiang
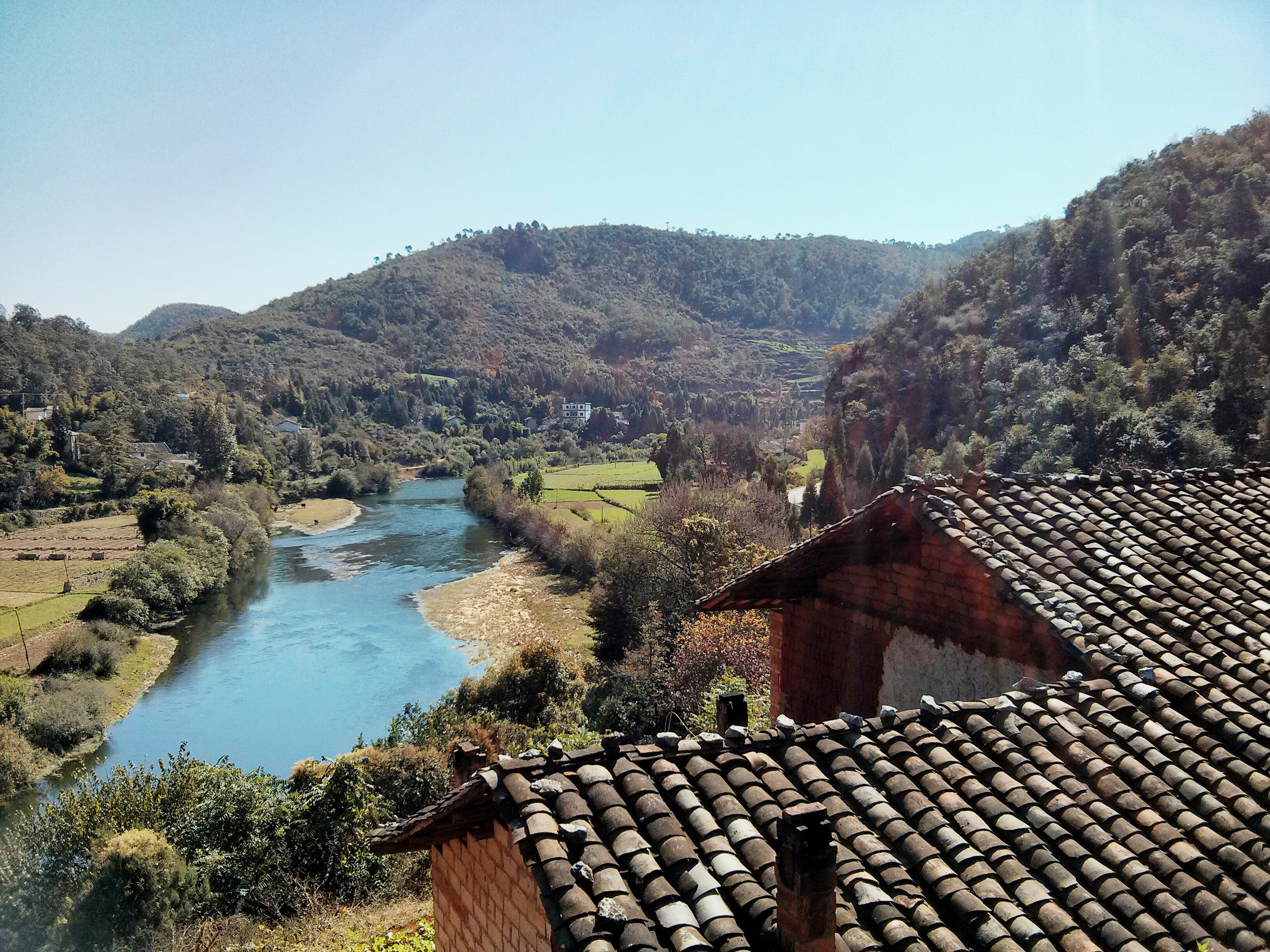
Maison dans le Xian autonome hui et yi de Xundian